# Funkloch (Wuppertal)
Funkloch ist eine Ortslage in der bergischen Großstadt Wuppertal.

## Lage und Beschreibung
Die Ortslage liegt an der Cronenberger Straße (Landesstraße 427) Ecke Im Funkloch im Norden des Wohnquartiers Grifflenberg im Stadtbezirk Elberfeld auf einer Höhe von 289 m ü. NHN in Hanglage der Wuppertaler Südhöhen. Die Ortslage ist heute von einer Mehrfamiliensiedlung an der Straße Im Funkloch umgeben. Nördlich von Funkloch befindet sich die Uni-Halle.

## Etymologie
Der etymologische Ursprung der alten Ortsbezeichnung Funkloch ist in dem Personennamen der Familie „Funk“ („Funke“), die wahrscheinlich dort ansässig war, zu finden. Die Bedeutung von „Loch“ ist nicht geklärt, sie stammt entweder von „Loch“ im Sinne eines Tales mit jähen Abhängen oder von „Loh“ als einer alten Bezeichnung für Gebüsch bzw. Wald.

## Geschichte
Die Ortslage ist aus einer Hofschaft hervorgegangen, die bereits 1572 urkundlich erwähnt wurde und in Karten des 18. und 19. Jahrhunderts als Funckloch (1715 und 1789) verzeichnet ist. Die Topographische Aufnahme der Rheinlande von 1825 verzeichnet die nun aus zwei Häusern bestehende Hofschaft unter dem Namen Funkelloch.
In der Nachbarschaft von Funkloch lagen die zeitgenössischen Höfe und Ortslagen Hatzenbeck, Clefkotten und Wolfhahn, die heute zumeist ebenfalls in die gewachsene städtische Bebauung aufgegangen sind. 1815/16 besaß der Ort 37 Einwohner.
1832 gehörte der Ort zur Holz und Eichholzer Rotte des ländlichen Außenbezirks des Kirchspiels und der Stadt Elberfeld. Der laut der Statistik und Topographie des Regierungsbezirks Düsseldorf als Einzelhäuser kategorisierte Ort wurde als im Funkloch bezeichnet und besaß zu dieser Zeit drei Wohnhäuser und zwei landwirtschaftliche Gebäude. Zu dieser Zeit lebten 43 Einwohner im Ort, einer katholischen und 42 evangelischen Glaubens.
Die heutige Cronenberger Straße war ein regional bedeutender Handelsweg zwischen Köln bzw. dem Rhein bei Hitdorf und der damals selbstständigen Stadt Elberfeld, die im 19. Jahrhundert zur Provinzialstraße Elberfeld–Hitdorf ausgebaut wurde. Funkloch lag an dieser stark frequentierten Chaussee, die als Staatsstraße klassifiziert war. Zu dieser Zeit lebten 88 Einwohner im Ort, davon acht katholischen und 80 evangelischen Glaubens.